# Войцехув (Великопольське воєводство)
Войцехув (пол. Wojciechów) — село в Польщі, у гміні Кавенчин Турецького повіту Великопольського воєводства.
Населення — 245 осіб (2011).
У 1975-1998 роках село належало до Конінського воєводства.

## Демографія
Демографічна структура станом на 31 березня 2011 року:
|          | Загалом | Допрацездатний вік | Працездатний вік | Постпрацездатний вік |
| -------- | ------- | ------------------ | ---------------- | -------------------- |
| Чоловіки | 127     | 35                 | 78               | 14                   |
| Жінки    | 118     | 23                 | 67               | 28                   |
| Разом    | 245     | 58                 | 145              | 42                   |